# Otterbäke
Die Otterbäke, kurz vor der Mündung auch Elmendorfer Bäke genannt, ist ein Fließgewässer im niedersächsischen Landkreis Ammerland. 
Der etwa 12 km lange Bach fließt in den Gemeinden Wiefelstede und Bad Zwischenahn. Das Einzugsgebiet ist 13,8 km² groß. Er hat seine Quelle in Dringenburg. Von hier fließt er in südwestlicher Richtung und unterquert dabei die Bundesautobahn 28. Weiter fließt er durch Elmendorf, um bei Dreibergen einen der Zuflüsse in das Zwischenahner Meer zu bilden.

## Gewässerökologie
Das Gewässer entspricht dem Oberflächengewässertyp "Kiesgeprägter Tieflandbach (Typ 16)", der auf Grund morphologischer Änderungen, Belastung mit Nährstoffen und Belastung mit organischen Verbindungen "erheblich verändert" ist.
Der Gewässerverlauf ist weitestgehend begradigt, woraus ein Fehlen von Lauf- und Sohlstrukturen resultiert (89 % der Abschnitte weisen die Güteklasse VI „sehr stark veränderte Gewässerabschnitte“ auf, 11 % die Güteklasse V „stark veränderte Gewässerabschnitte“).

Das Profil variiert überwiegend zwischen Trapez und Unterhaltungsprofil. In weiten Teilen ist die Sohle noch durch Kiese geprägt, jedoch sind verstärkt "Treibsande" feststellbar. Im Gewässerverlauf sind Krümmungserosion und Ausuferungen stark vermindert. Ein Gewässerrand- oder Saumstreifen ist nur sehr vereinzelt ausgebildet, die Nutzung reicht meist bis an den Gewässerrand.

Die Otterbäke wurde gemäß Wasserrahmenrichtlinie mit einem "unbefriedigenden" ökologischen Potenzial eingestuft. Der chemische Zustand wurde mit "gut" bewertet. Die Fische und das Makrozoobenthos waren in einem "unbefriedigenden" Zustand, das Makrozoobenthos in einem "mäßigen" Zustand. 

Das Gewässer ist vom NLWKN mit der Priorität 6 eingestuft worden. Priorität 6 wurde ermittelt, wenn in großräumig biozönotisch verarmten Bearbeitungsgebieten Gewässerabschnitte vorhanden sind, in denen kosteneffiziente Verbesserungen mindestens für die Fischfauna möglich erscheinen.